# Устинка (Шебекинский район)
Устинка — упразднённое в 1971 году село в Шебекинском районе Белгородской области России. Ныне квартал в городе Шебекино.

## География
Находится в южной части Белгородской области, в пределах юго-восточных отрогов Среднерусской возвышенности, в лесостепной зоне, на реке Нежеголь и её притоке Корень.
На севере сливается с посёлком Шебекинский, входящий в Шебекинский городской округ.
В середине XIX века до села Устинка доходил Титовский бор.

### Климат
Климат характеризуется как умеренно континентальный, с холодной зимой и жарким летом. Среднегодовая температура воздуха — 7,7 °C. Абсолютный минимум температуры воздуха самого холодного месяца (января) — −38 °C, абсолютный максимум температуры воздуха самого тёплого месяца (июля) — 41 °С. Безморозный период длится около 153 дней. Годовое количество атмосферных осадков — 520 мм, из которых большая часть выпадает в тёплый период. Снежный покров держится в течение 109 дней.

## История
На 1626 год владел селом Устинка Микула Иванович Маслов
В 1881 г. входило село  в Шебекинскую волость Белгородского уезда.  

## Известные жители, уроженцы
- Захарченко, Виктор Матвеевич (1928 — 6 июня 1942) — юный герой Великой Отечественной войны, партизан, разведчик, зверски замучен немецкими солдатами и заживо закопан в могилу. Его имя носит улица Вити Захарченко и школа № 7 в Устинке.
- Роганин, Дмитрий Александрович (1896—1953) — генерал-майор ВС СССР.

## Инфраструктура
Школа № 7 им имени Героя-Разведчика Вити Захарченко.

## Достопримечательности
Памятник «Братская могила советских воинов, погибших в боях с фашистскими захватчиками в 1943 году».
Церковь Николая Чудотворца.

## Транспорт
Через Устинку проходит автодорога 14К-47.